# Modern Talking
Modern Talking var en tysk dance-pop duo bestående af Thomas Anders og Dieter Bohlen. Gruppen var aktiv fra 1984 til 1987 og igen i perioden 1998-2003. Med over 120 millioner solgte musikalbums er Modern Talking den bedste sælgende kunstner fra Tyskland nogensinde.
Gruppens første album, The 1st Album, udkom i foråret 1985. Fra det havde man i oktober 1984 udgivet førstesinglen "You're My Heart, You're My Soul" der blev et stor hit i det meste af verden. Den blev nummer ét på hitlisterne i 35 lande og blev solgt i 8 millioner eksemplarer. Fra albummet blev efterfølgende udgivet singlerne "You Can Win If Your Want", "Cheri Cheri Lady", "Brother Louie" og "Atlantis is Calling (S.O.S For Love)" som alle fik succes rundt om i verden.

## Diskografi

### Studiealbum
- The 1st Album (1985)
- Let's Talk About Love (1985)
- Ready for Romance (1986)
- In the Middle of Nowhere (1986)
- Romantic Warriors (1987)
- In the Garden of Venus (1987)
- Back for Good (1998)
- Alone (1999)
- Year of the Dragon (2000)
- America (2001)
- Victory (2002)
- Universe (2003)

### Single
- You're My Heart, You're My Soul (1984)
- You Can Win If You Want (1985)
- Cheri, Cheri Lady (1985)
- Brother Louie (1986)
- Atlantis Is Calling (S.O.S. for Love) (1986)
- Geronimo's Cadillac (1986)
- Give Me Peace on Earth (1986)
- Lonely Tears in Chinatown (1986)
- Jet Airliner (1987)
- Don't Worry (1987)
- In 100 Years... (1987)
- You're My Heart, You're My Soul '98 (1998)
- Brother Louie '98 (1998)
- Space Mix '98 / We Take the Chance (1998)
- You Are Not Alone (1999)
- Sexy, Sexy Lover (1999)
- China in Her Eyes (2000)
- Don't Take Away My Heart (2000)
- Win the Race (2001)
- Last Exit to Brooklyn (2001)
- Ready for the Victory (2002)
- Juliet (2002)
- TV Makes the Superstar (2003)